# Pinta
Pinta — відкритий легковаговий растровий графічний редактор.
Редактор надає базовий набір можливостей для малювання і обробки зображень, орієнтуючись на початківців. Інтерфейс максимально спрощений, редактор підтримує необмежений буфер відкату змін, дозволяє працювати з кількома шарами, укомплектований набором інструментів для накладання різних ефектів і коректування зображень.
Код Pinta поширюється під ліцензією MIT. Бінарні пакунки підготовлені для Ubuntu і Windows.

## Історія
Pinta є спрощеною альтернативою редактору GIMP для стільниці GNOME і являє собою спробу переписати програму Paint.NET (яка працює тільки під Windows) з використанням GTK+. Спроба прямого перенесення Paint.NET у середовище Linux/Mono, розпочата Мігелем де Ікаса, виявилася не надто успішною. Pinta написана на мові C# з використанням біндінгу Gtk#, Mono, Cairo і частина коду з Paint.NET (графічні ефекти). Цей редактор створив в лютому 2010 Джонатан Побст (Jonathan Pobst) з Novell.
Після випуску версії 1.0 в квітні 2011 року, автор, за його словами, втратив інтерес до проекту. Це з'ясувалося на початку вересня, і до 22 вересня 2011 була зібрана команда ентузіастів, яка через три тижні випустила чергову версію Pinta.

## Виноски
1. ↑  Pinta team. Contact - Pinta. Архів оригіналу за 24 липня 2013. Процитовано 24 січня 2012. [Архівовано 2013-08-07 у Wayback Machine.]
2. ↑  paint-mono. An unofficial effort to port Paint.NET 3.0 to Linux using Mono. Архів оригіналу за 20 серпня 2007. Процитовано 28 вересня 2012.
3. ↑  Pinta — Frequently Asked Questions. Архів оригіналу за 11 лютого 2010. Процитовано 28 вересня 2012. [Архівовано 2010-02-11 у Archive.is]
4. ↑  Introducing Pinta [Архівовано 11 лютого 2010 у Wayback Machine.], Jonathan Pobst Blog, 7 февраля 2010
5. ↑  Is Pinta dead?
6. ↑  Pinta is Alive and Well. Архів оригіналу за 6 жовтня 2011. Процитовано 28 вересня 2012. [Архівовано 2011-10-06 у Wayback Machine.]